# Knipolegus
Knipolegus és un gènere d'ocells de la família dels tirànids (Tyrannidae). Agrupa espècies natives d'Amèrica del Sud, les àrees de distribució de les quals es troben des del nord de Veneçuela fins el centre de l'Argentina.

## Descripció
Les espècies d'aquest gènere són tirànids mitjans, mesurant entre 13 i 21 cm de longitud, que habiten primàriament en terrenys boscosos o selvàtics. Els mascles de totes les espècies, a excepció del tirà cua-rogenc, són principalment negres o grisos, les femelles són terroses i sovint estriades per baix. El bec sovint és blau o gris blavós, i l'iris gairebé sempre vermell. Són notablement tranquils i alguns també molt inconspicus.

## Taxonomia
El gènere va ser erigit pel zoòleg alemany Friedrich Boie el 1826 amb el tirà becblau com a espècie tipus. El nom del gènere combina el grec antic «knips» que significa “insecte” i «legō» que significa “recollir”.
Els amplis estudis geneticomoleculars realitzats per Tello et al. (2009) van descobrir una quantitat de relacions noves dins de la família Tyrannidae que encara no estan reflectides en la majoria de les classificacions. Seguint aquests estudis, Ohlson et al. (2013) van proposar dividir Tyrannidae en cinc famílies. Segons l'ordenament proposat, Knipolegus roman a Tyrannidae, en una subfamília Fluvicolinae (Swainson, 1832-33), en una tribu Xolmiini (Tello, Moyle, Marchese & Cracraft, 2009) al costat de Lessonia, Hymenops, Muscisaxicola, Satrapa, Xolmis, Cnemarchus, Polioxolmis, Agriornis, Neoxolmis i Myiotheretes.
Segons la Classificació del Congrés Ornitològic Internacional (versió 15.1, 2025) aquest gènere està format per 12 espècies:
- Knipolegus cyanirostris - tirà becblau.
- Knipolegus signatus - tirà andí.
- Knipolegus cabanisi - tirà plumbi.[nota 1][9][10]
- Knipolegus striaticeps - tirà cendrós.
- Knipolegus aterrimus - tirà alablanc.[nota 2][11][12]
- Knipolegus hudsoni - tirà de Hudson.
- Knipolegus poecilurus - tirà cua-rogenc.
- Knipolegus orenocensis - tirà riberenc.[nota 3][11][13]
- Knipolegus poecilocercus - tirà amazònic.
- Knipolegus lophotes - tirà emplomallat.
- Knipolegus nigerrimus - tirà vellutat.
- Knipolegus franciscanus - tirà de caatinga.[nota 4][2][9][14]